# Stora Mörterudtjärnet
Stora Mörterudtjärnet är en sjö i Dals-Eds kommun i Dalsland och ingår i Göta älvs huvudavrinningsområde.